# Nir Galim
Nir Galim (hebrejsky נִיר גַּלִּים‎, doslova „Louka vln“, v oficiálním přepisu do angličtiny Nir Gallim) je vesnice typu mošav v Izraeli, v Centrálním distriktu, v Oblastní radě Chevel Javne.

## Geografie
Leží v nadmořské výšce 23 metrů v hustě osídlené a zemědělsky intenzivně využívané pobřežní nížině.
Obec se nachází 3 kilometry od břehu Středozemního moře, cca 29 kilometrů jihojihozápadně od centra Tel Avivu, cca 52 kilometrů západně od historického jádra Jeruzalému a 3 kilometry severovýchodně od přístavního města Ašdod. Nir Galim obývají Židé, přičemž osídlení v tomto regionu je etnicky převážně židovské.
Nir Galim je na dopravní síť napojen pomocí dálnicí číslo 41, která se východně od obce kříží s dálnicí číslo 42 a dálnicí číslo 4. Paralelně s dálnicí číslo 4 vede i železniční trať z Javne směrem do Ašdodu a Aškelonu.

## Dějiny
Nir Galim byl založen v roce 1949. Za zřízením mošavu stála náboženská sionistická organizace ha-Po'el ha-Mizrachi. První osadníci nejprve procházeli výcvikem v Kerem be-Javne. Šlo o Židy původem z Evropy (hlavně z Maďarska), kteří přežili holokaust. Později se k nim připojili i židovští imigranti z jiných zemí.
V obci fungují zařízení předškolní péče o děti. Od roku 1989 zde působí dokumentační centrum, které se zabývá minulostí náboženského sionismu v Evropě. Místní ekonomika je založena na zemědělství a průmyslu. V sousedství mošavu se rozkládá průmyslová zóna města Ašdod. Působí tu firma Nir Galim zaměřená na výrobu nábytku pro mateřské školy.

## Demografie
Podle údajů z roku 2014 tvořili naprostou většinu obyvatel v Nir Galim Židé (včetně statistické kategorie "ostatní", která zahrnuje nearabské obyvatele židovského původu ale bez formální příslušnosti k židovskému náboženství).
Jde o menší obec vesnického typu s dlouhodobě rostoucí populací. K 31. prosinci 2014 zde žilo 1313 lidí. Během roku 2014 populace stoupla o 3,8 %.
| Rok            | 1961 | 1972 | 1983 | 1995 | 2001 | 2003 | 2004 | 2005 | 2006 | 2007 | 2008 | 2009 | 2010 | 2011 | 2012 | 2013 | 2014 |
| -------------- | ---- | ---- | ---- | ---- | ---- | ---- | ---- | ---- | ---- | ---- | ---- | ---- | ---- | ---- | ---- | ---- | ---- |
| Počet obyvatel | 242  | 382  | 516  | 521  | 553  | 547  | 563  | 576  | 617  | 628  | 696  | 965  | 1053 | 1084 | 1210 | 1265 | 1313 |